# Mykola-Arkas-Lyzeum

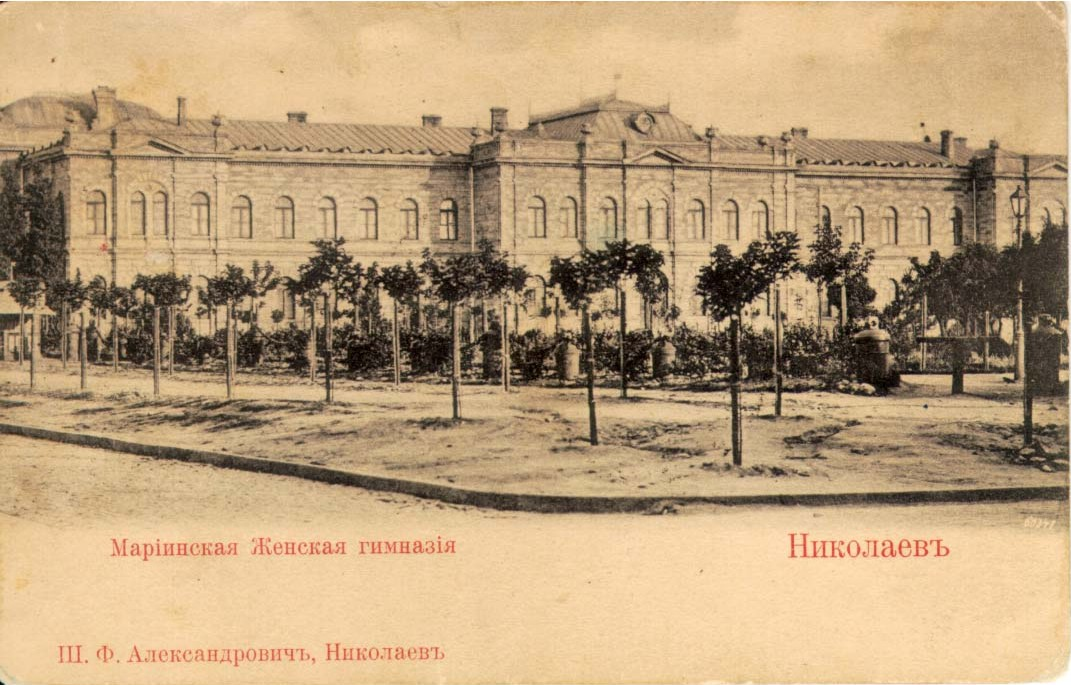
Mariengymnasium Mykolajiw (vor 1918)

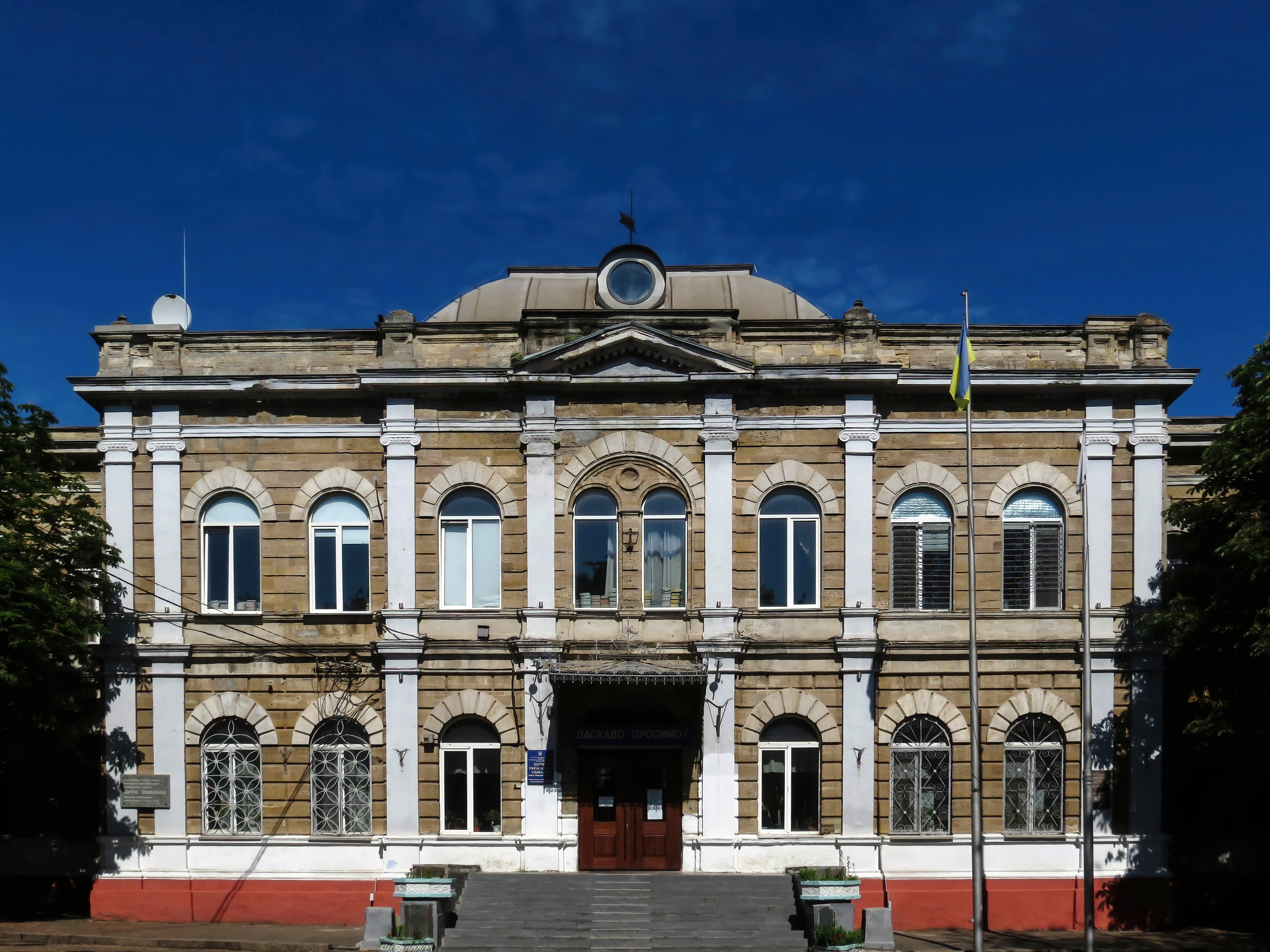
Hauptrisalit (2021)

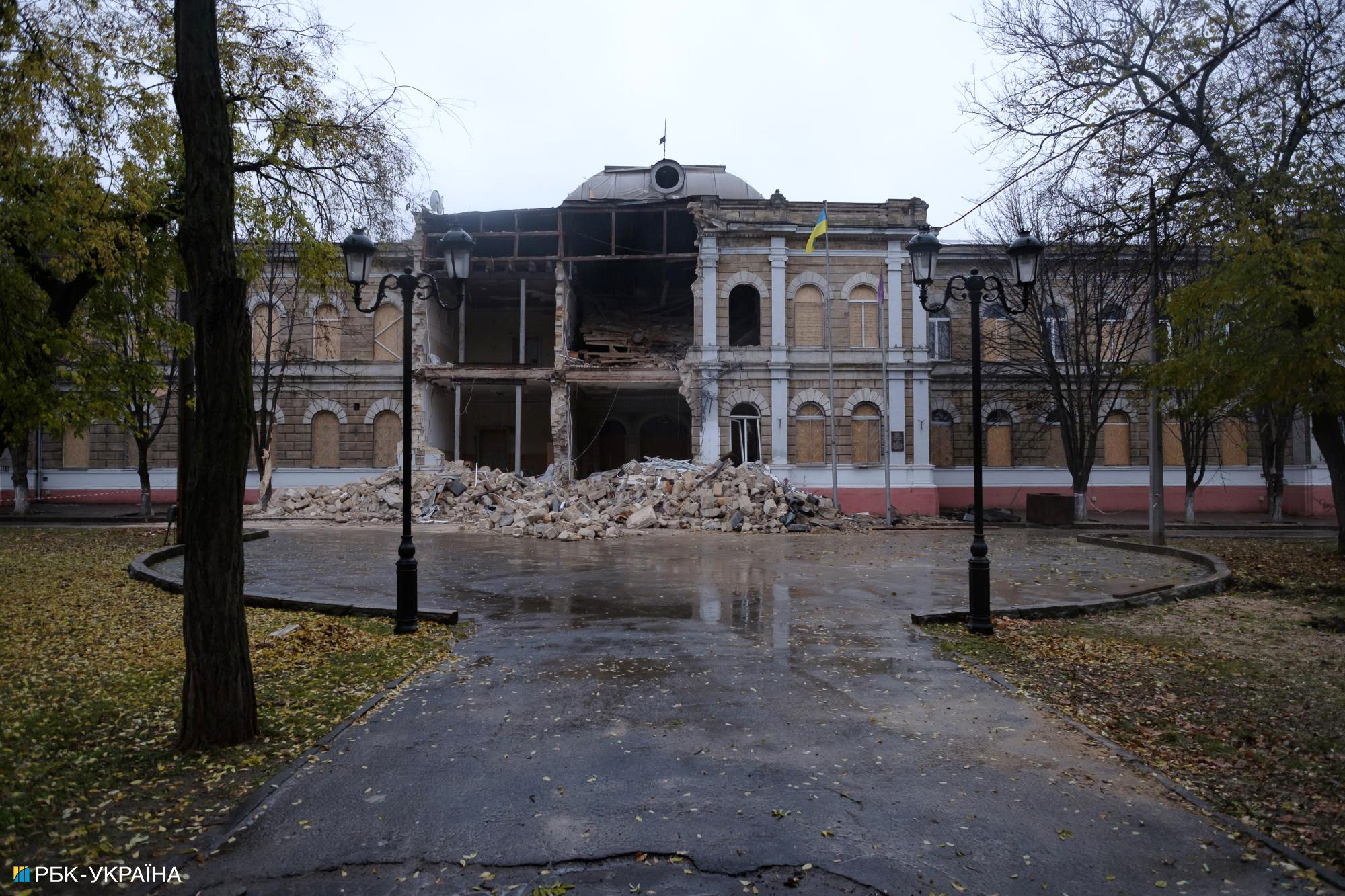
Teilzerstörter Hauptrisalit (2022)

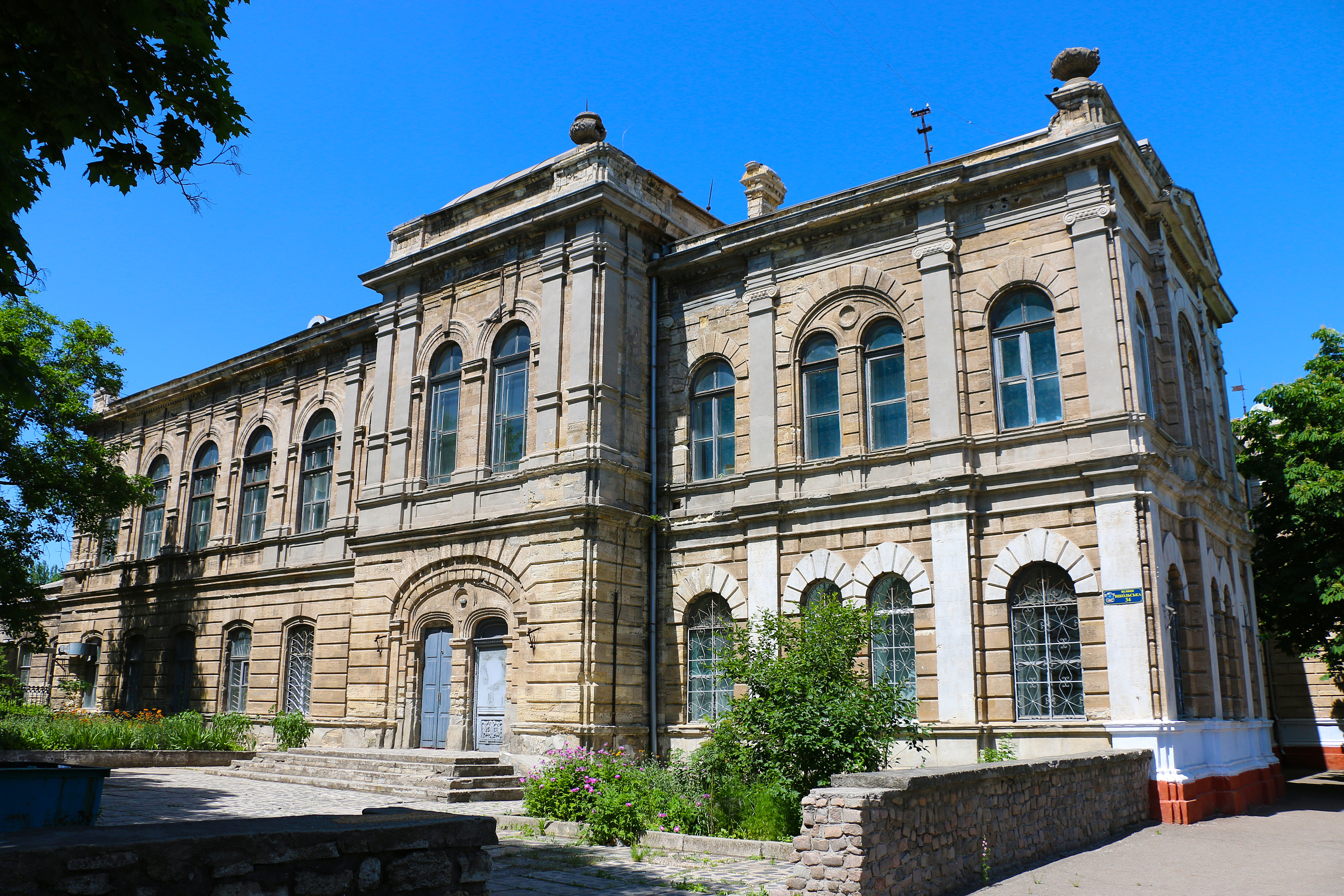
Südlicher Seitenflügel (2015)

Das Mykola-Arkas-Lyzeum (ukrainisch Миколаївський ліцей імені Миколи Аркаса Mikolajiwskij lizej imeni Mikoli Arkasa) ist eine Bildungseinrichtung in der ukrainischen Stadt Mykolajiw.

## Geschichte
Nach Entwürfen des Stadtarchitekten Jewgeni Antonowitsch Stuckenberg entstand das Gebäude in den Jahren 1890 und 1891 für das „Mariengymnasium“. Dieses war als Institution im Jahr 1863 mit dem Namen „Nikolajewer Mädchenschule 1. Kategorie“ (russisch Николаевское женское училище І-го разряд Nikolaewskoe schenskoe utschilischtsche I-go rasrjad) gegründet, 1864 in „Nikolajewer Marien-Mädchenschule 1. Kategorie“ (Николаевское Мариинское женское училище І-го разряда Nikolaewskoe Mariinskoe schenskoe utschilischtsche I-go rasrjad) umbenannt und im September 1870 zum „Marien-Mädchengymnasium“ (Мариинская женская гимназия Mariinskaja schenskaja gimnasija) erhoben worden. Zielgruppe der Mädchenschule waren Kinder von Familien, die sich eine Ausbildung nicht leisten konnten, weshalb man den Familien 12 Rubel pro Jahr zahlte. Der Namenszusatz „Marien-“ war Ausdruck der Schirmherrschaft der russischen Kaiserin Maria Fjodorowna, die diese Zahlungen sowie den Schulbetrieb finanzierte.
Das Gymnasium wurde um 1918 in die „Sekundarschule Nr. 5“ (Средняя школа № 5 Srednjaja schkola Nr. 5) umgewandelt, in der von 1932 bis in die 1950er Jahre auf Ukrainisch unterrichtet wurde und die zeitweise nach Wiktor Chomenko benannt war (Средняя школа № 5 имени Виктора Хоменко Srednjaja schkola Nr. 5 imeni Wiktora Chomenko). Im Jahr 1993 wurde die Schule in das „Ukrainische Pädagogische Gymnasium“ (ukrainisch Українська педагогична гімназія Ukrainska pedagogytschna gimnasija) umgewandelt. Aus diesem wurde am 12. Dezember 1998 das „Erste ukrainische Gymnasium“ (Перша українська гімназіа Perscha ukrainska gimnasija). Das Ministerkabinett der Ukraine verabschiedete am 24. Februar 2003 den Beschluss Nr. 104-r, wodurch das Gymnasium nach dem ukrainischen Historiker und Komponisten „Erstes ukrainisches Mykola-Arkas-Gymnasium“ (Перша українська гімназія імені Миколи Аркаса Perscha ukrainska gimnasija Mikoli Arkasa) benannt wurde. Im Jahr 2022 wurde das Gymnasium in ein Lyzeum umgewandelt.
Die Bildungseinrichtung gilt als eine der besten in der Region Mykolajiw und war unter anderem Preisträger in dem ukrainischen Wettbewerb „100 beste Schulen der Ukraine-2006“. Im Jahr 2009 erhielt sie den Titel „Führend in der modernen Bildung“. Seine Lehrer gewannen Goldmedaillen beim Wettbewerb „Moderne Bildungseinrichtungen – 2014“. Auch für Ausstellungsbeteiligungen wurde das Gymnasium wiederholt ausgezeichnet. Im Mykola-Arkas-Gymnasium unterrichteten 45 Lehrer 418 Schüler in 14 Klassen. Das Gymnasium besaß eine eigene Hymne, ein eigenes Wappen und eine eigene Zeitung. Erklärtes Ziel des Lyzeums ist die Vermittlung der Grundlagen für Berufe im humanitären, pädagogischen und philologischen Bereich. Es beteiligte sich am eTwinning-Programm.
Das denkmalgeschützte Gebäude wurde während des russischen Überfalls auf die Ukraine am 1. November 2022 schwer beschädigt. Der Angriff erfolgte mit S-300-Raketen und traf vor allem den Haupteingang an der Südostseite, an dem die Fassade zerstört wurde. Die Planung der Wiederherstellung wurde im Juli 2023 begonnen. Die Finanzierung hatte zuvor Dänemark im März 2023 zugesagt.

## Baubeschreibung
Das breitgelagerte Gebäude wurde im Stil der Neorenaissance mit leichten Jugendstil-Anleihen errichtet. Vor dem Haupteingang an der Südostseite befindet sich eine Freitreppe aus Marmor und führt zur mittleren der sieben Fensterachsen des dort zu findenden Risalits. Diese Mittelachse wird durch einen Dreiecksgiebel bekrönt, zudem befindet sich über den mittleren drei Achsen des Risalits ein kleines herausgehobenes Dach. Die Fassade wird durch Gesimse und Pilaster sowie einen Fries gegliedert. Die Fassade ist durchgehend durch Rustizierung geprägt.
An den Ecke der Hauptfassade finden sich weitere Risalite, die jeweils vier Achsen umfassen und den Übergang zu den Seitenflügeln darstellen. Zwischen diesen finden sich jeweils sechs weitere Fensterachsen, so dass die Südostfassade 27 Achsen aufweist. Die Fenster sind durchgehend rundbogig gestaltet. Der südliche Seitenflügel ist zehnachsig und besitzt einen eigenen, durch einen Risalit betonten Eingang. Der nördliche Seitenflügel ist etwas kürzer ausgefallen. Vor seiner Fassade wurde eine Büste von Nikolai Andrejewitsch Rimski-Korsakow aufgestellt. In der Lobby befindet sich seit Dezember 1993 ein Denkmal für Mykola Arkas, an der Südostfassade eine Gedenktafel für Wiktor Chomenko sowie eine für Jurij Semenowitsch Krjutschkow. Seit dem 1. September 1998 gibt es zudem ein Museum zur Geschichte des Gymnasiums.

## Umfeld
Neben dem eigentlichen Bauwerk bedachte Stuckenberg auch das Umfeld und ließ dort Nadelbäume pflanzen. Zudem wurde ein Park vor der Hauptfassade angelegt, in dessen Mitte sich eine Brunnenanlage befand. Von dieser ist nur noch das eigentliche Brunnenbecken erhalten. Zudem wurde 1912 in diesem Park von Stuckenberg das Denkmal für die Helden von 1812 errichtet.